# بخش یورک (شهرستان یونیون، اوهایو)
بخش یورک (به انگلیسی: York Township) یک منطقهٔ مسکونی در ایالات متحده آمریکا است که در شهرستان یونیون، اوهایو واقع شده‌است.
 بخش یورک ۹۷٫۱ کیلومتر مربع مساحت و ۱٬۳۳۴ نفر جمعیت دارد و ۳۰۷ متر بالاتر از سطح دریا واقع شده‌است.